# فيبي كوزينز
فيبي ويلسون كوزينز (8 سبتمبر 1842-6 ديسمبر 1913) هي واحدة من أوائل المحاميات في الولايات المتحدة، وثاني امرأة محامية مرخصة في ولاية ميسوري والثالثة أو الرابعة التي تحصل على رخصة محاماة في الولايات المتحدة. هي أول امرأة تدخل حانات ميزوري ويوتا وقُبلت أيضًا في حانات كانساس وداكوتا، كما كانت أول امرأة تعمل في خدمة المارشالات الأمريكية وهي وكالة فدرالية لإنفاذ القانون في الولايات المتحدة، وكانت ناشطة في حق المرأة في التصويت.

## سيرتها الشخصية
ولدت فيبي لوالدها قائد الشرطة جون كوزينز الذي تسلم منصبه أثناء الحرب الأهلية في سانت لويس بولاية ميزوري ثم عينه الرئيس تشيستر آرثر في المنطقة الشرقية من ميسوري عام 1884، ووالدتها أدالين الناشطة في الأعمال الخيرية.
ساعدت فيبي هي ووالدتها في تنظيم اللجنة الصحية التي قدمت المساعدة الطبية للجنود الجرحى في الأماكن التي لا توجد بها مستشفيات خلال الحرب الأهلية الأمريكية، وقدمت أدالين مع زوجها جون المساعدة الطبية خلال وباء الكوليرا في سانت لويس عام 1849، ساهمت أدالين أيضًا بتشجيع النساء للتصويت في الانتخابات وكانت أدالين عضوة فعالة هي وابنتها فيبي في جمعيات حق التصويت في سانت لويس.
قدمت فيبي طلبًا لدراسة القانون في جامعة واشنطن الجديدة في سانت لويس، وقبل طلبها جميع أعضاء المجلس الستة عشر، وفتحت الأبواب أمام النساء بعد قبولها لدراسة القانون في جامعة واشنطن. بدأت فيبي دراستها في كلية الحقوق في عام 1869 وتخرجت منها في عام 1871 وكانت هي الطالبة الوحيدة في فصلها من بين تسعة طلاب، وبذلك كانت فيبي أول امرأة في الولايات المتحدة تتخرج من كلية الحقوق وأول خريجة من جامعة واشنطن، حصلت فيبي فيما بعد على الترخيص للعمل كمحامية لكنها اختارت مجال الخطابة.